# Margarita Sjtarkelova
Margarita Sjtarkelova, född den 5 juli 1951 i Sofia, Bulgarien, död 16 januari 2025, är en bulgarisk före detta basketspelare som var med och tog OS-brons 1976 i Montréal. Detta var första gången damerna deltog vid de olympiska baskettävlingarna. 